# Il libro dei cinque anelli
Il libro dei cinque anelli o Go rin no sho (五輪書?), scritto da Miyamoto Musashi (宮本武蔵?) nel 1645, è considerato un classico dei trattati sulla strategia militare, spesso paragonato a L'arte della guerra di Sūnzǐ.
Il libro è conosciuto anche come Il libro degli elementi o Il libro dei cinque elementi, dato che ognuno dei cinque capitoli del libro ha il nome di uno degli elementi che secondo l'autore costituivano il mondo. I cinque anelli sono gli elementi costitutivi dell'universo secondo la cultura Taoista: terra, acqua, fuoco, aria e vuoto.
Ogni elemento rappresenta un differente aspetto della strategia e si presume che il guerriero che sia in grado di padroneggiare perfettamente i cinque elementi sia un guerriero invincibile.
Quando è stata presentata la prima traduzione in inglese il libro ha riscosso subito un notevole successo tra i manager che interpretavano gli insegnamenti del maestro nell'ottica della competizione economica. Per i membri della Hyōhō Niten Ichi-ryū invece è solamente un manuale della strategia e della filosofia del combattimento.
Nell'introduzione, Musashi dice «siamo nei primi dieci giorni del decimo mese nel ventesimo anno di Kanei», il che fa datare il libro al 1645. Un paragone quasi obbligato, è confrontare questo con lo Hagakure (lett. "Nascosto fra le foglie"), l'altro testo relativo all'etica dei samurai (侍?), posteriore di 70 anni (1716), scritto da Yamamoto Tsunetomo.
Strettamente legato al Libro dei cinque anelli è il Dōkkōdō (獨行道? "La via della solitudine" o "La via da seguire soli"), un breve saggio scritto da Miyamoto Musashi il 12 maggio del 1645, poco più di un mese prima della sua morte, che raccoglie 19 o 21 precetti (i precetti 4 e 20 mancano nella prima versione) base per la vita di un samurai.

## Edizioni
- Miyamoto Musashi, Il libro dei cinque anelli, a cura di Ornella Civardi, Vercelli, Nuinui, 2021, ISBN 978-2-88935-988-2.
- Miyamoto Musashi, Il libro dei cinque anelli, traduzione di Luigi Coppé, Roma, Mediterranee, 1989, ISBN 88-272-0135-1.
- Miyamoto Musashi, Il libro dei cinque anelli, a cura di Leonardo Vittorio Arena, Milano, Rizzoli, 2002, ISBN 978-88-17-12929-9.
- Miyamoto Musashi, Il libro dei cinque anelli-Gorin no sho, a cura di Marina Panatero e Tea Pecunia, traduzione di Yoko Dozaki, Milano, Feltrinelli, 2020, ISBN 978-88-07-89440-4.